# Harold Bloom

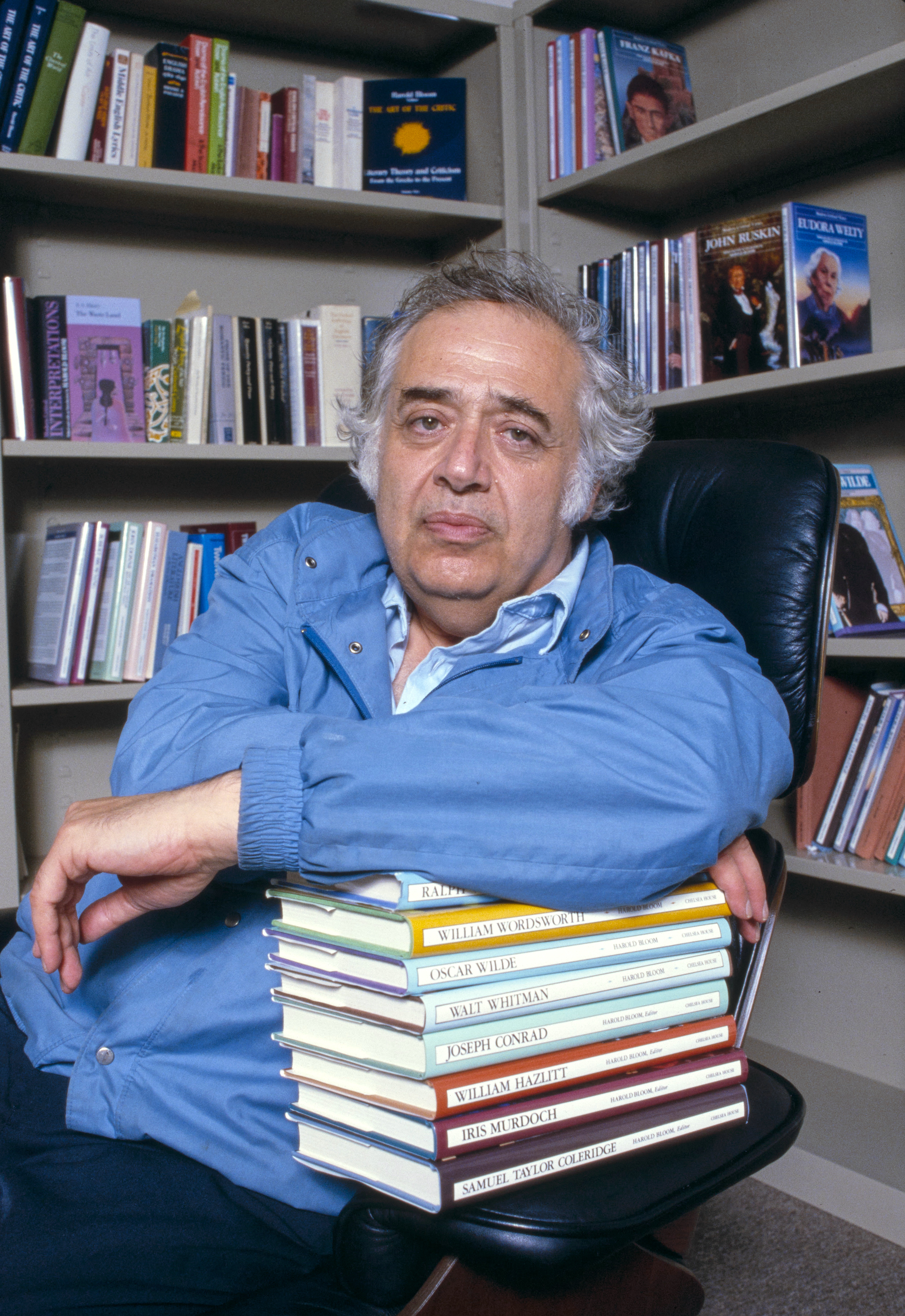
Harold Bloom (1986)

Harold Bloom (geboren 11. Juli 1930 in New York City; gestorben 14. Oktober 2019 in New Haven, Connecticut) war ein amerikanischer Literaturwissenschaftler und -kritiker. Er galt weithin als der berühmteste amerikanische Literaturkritiker seiner Generation, international fand er durch die in den 1980er Jahren ausgetragenen Kanon-Debatten Aufmerksamkeit.

## Leben
Harold Bloom wurde 1930 als Sohn jiddisch sprechender orthodoxer Juden geboren, die aus Russland in die USA ausgewandert waren. Seine Eltern lernten laut New York Times nie, Englisch zu lesen. Bloom studierte zunächst an der Cornell-Universität, dann an der Yale-Universität, an der er seit 1955 auch lehrte. Seit 1988 hatte er zudem eine Professur an der NYU inne, ebenfalls eine Professur an der Harvard-Universität. Er war verheiratet und hat zwei Söhne, von denen einer schwerbehindert ist. Ab 1984 firmierte Bloom als Herausgeber literaturwissenschaftlicher Anthologien des Verlags Chelsea House, in dieser Funktion verfasste er mehr als 400 Einleitungen zum Werk der jeweils besprochenen Autoren.
Zu Beginn seiner Karriere wandte er sich gegen den an den amerikanischen Universitäten vorherrschenden literaturwissenschaftlichen Ansatz, den so genannten New Criticism. Insbesondere verteidigte er die Schriftsteller der englischen Romantik wie William Wordsworth und Samuel Taylor Coleridge gegen die seit T. S. Eliot verbreitete Geringschätzung ihrer Werke. In den 1970er Jahren liebäugelte er kurzzeitig mit dem Dekonstruktivismus, der zu dieser Zeit insbesondere an der Yale-Universität zum beherrschenden Diskurs wurde, verwarf ihn aber später. Dem in den 1980er Jahren erstarkenden New Historicism konnte er von Beginn an nichts abgewinnen.
In seinem Band The Anxiety of Influence (dt. Einflussangst) entwickelte er die These, dass ein Schriftsteller in seinem Streben nach Originalität ständig versucht, sich von seinen Vorbildern und Einflüssen zu lösen. Bloom verglich diese paradoxe Situation mit dem Ödipuskomplex der Psychoanalyse: Der Dichter versucht, seinen „geistigen Vater“ zu töten. Die Qualität bzw. Originalität eines Gedichts lässt sich nach Bloom an der Kraft messen, mit der es ein Vorgängergedicht zu verdrängen vermag; das gelinge vor allem dann, wenn das neue Gedicht als „ursprünglicher“ als das Vorgängergedicht erscheint.
Bloom arbeitete diese These in mehreren Büchern der 1970er Jahre weiter aus, indem er die von Anna Freud behandelten Abwehrmechanismen der Psychoanalyse im Einzelnen im Verhältnis zwischen Dichtern und zwischen Gedichten aufzeigte. In Gnostizismus und Kabbala fand er analoge Vorstellungen; diese Strömungen handeln seiner Ansicht nach wesentlich von der Auseinandersetzung mit dem Problem dichterischer Originalität und Kreativität.
Seither war in seinen Schriften ein idealistisch-religiöser Ton bestimmend. Gute Literatur setzt sich in Blooms Augen mit den Grundfragen der menschlichen Existenz auseinander und offenbart das Streben nach Perfektion und Unsterblichkeit.
Mit dieser Auffassung geriet Bloom in Konflikt mit neueren Strömungen, als die Lehrpläne amerikanischer Schulen und Universitäten seit den 1970er Jahren vielerorts umgestellt wurden und zunehmend die Literatur, die von Frauen, Schwarzen, Einwanderern oder Autoren der Dritten Welt verfasst wurde, zuungunsten der Werke „toter weißer europäischer Männer“ (dwems) bevorzugt wurde. Bloom kritisierte, dass der Literaturbetrieb und die Wissenschaft literarische Werke zusehends vor allem nach ihrer politischen Ausrichtung oder ihrem soziale Aktivismus beurteilen würden, weniger aber nach ihren ästhetischen Qualitäten. Er stemmte sich nun in zahlreichen Büchern, Vorträgen und Interviews gegen den angeblichen Niedergang der westlichen Kultur, den er unter anderem an der Verleihung wichtiger Literaturpreise an Stephen King festmachte. Blooms Selbstverständnis als Gralshüter der westlichen Kultur hat ihm wider seine Absicht die Bewunderung konservativer Kreise eingebracht, später aber auch viel Kritik und Spott. Im Jahr 2000 eskalierte ein Disput mit dem marxistischen Literaturprofessor Terry Eagleton, der Bloom pathetisches Moralisieren vorwarf.

## Auszeichnungen
1979 wurde Harold Bloom in die American Academy of Arts and Sciences und 1990 in die American Academy of Arts and Letters aufgenommen, 1985 erhielt er ein Stipendium der MacArthur Foundation, auch bezeichnet als Genius Award. Ab 1995 war er Mitglied der American Philosophical Society. 2002 erhielt er den Premi Internacional Catalunya.

## Einflussangstund die Revision des dichterischen Vorläufers
Die angstbesetzte, katastrophische Auseinandersetzung mit dem dichterischen Vorläufer vollzieht sich Bloom zufolge in mehreren Etappen, für die er in The Anxiety of Influence Namen aus ganz unterschiedlichen Bereichen zusammenstellt. Es handelt sich um die sechs folgenden revisionären Ratios oder Methoden der Revision:
1. Clinamen, die ursprüngliche Abweichung, nach dem Modell der Atombewegung in der Lehre Demokrits und Lukrez’.
2. Tessera, das ergänzende Bruchstück nach dem Erkennungszeichen in den antiken Mysterien, die sinnhafte „Ergänzung“ des Vorgängers.
3. Kenosis, die „Diskontinuität mit dem Vorgänger“ nach dem Modell des Paulus im Philipperbrief.
4. Dämonisierung, die Errichtung eines „Gegen-Sublimen“: Hier beruft sich Bloom auf den Neuplatonismus.
5. Askesis, eine gewollte Selbstbeschränkung in der Tradition alter Ekstasetechniken.
6. Apophrades nach den unheilvollen Tagen des athenischen Kalenders, an denen die Toten in ihre alten Wohnstätten zurückkehren: Das Werk wird nun offen gehalten für den Einfluss des Vorgängers, aber es scheint diesen selbst hervorzubringen.

In A Map of Misreading (dt. Eine Topographie des Fehllesens) ergänzt Bloom diese Kategorien durch die der klassischen Rhetorik, durch die Abwehrmechanismen der Psychoanalyse und durch Vorstellungen aus der Kabbala Isaak Lurias. Wie Luria den kosmischen Schöpfungsprozess, so stellt er sich den dichterischen vor: Der Rückzug des Dichters, seine Zusammenziehung (Tzimtzum) führt zur Entstehung, zur Wiederherstellung (Tiqūn) seines Werks; die genannten „revisionären Ratios“ zerfallen deutlich in solche der „Limitation“, der Begrenzung (die 1., 3. und 5.) und solche der „Repräsentation“ (die 2., 4. und 6.).
Auch in der rhetorischen Tradition findet er die Unterscheidung von Tropen der Limitation und solchen der Repräsentation. Den vier seit Giambattista Vico ausgezeichneten Haupttropen Metapher (zu 5.), Metonymie (zu 3.), Synekdoche (zu 2.) und Ironie (zu 1.) fügt er zwei weitere hinzu, Hyperbel (zu 4.) und Metalepsis (zu 6.), so dass jede Ratio durch den Vorrang einer Trope gekennzeichnet ist. Ebenso werden die von Sigmund Freud verschiedentlich genannten, von Anna Freud gewissermaßen kodifizierten Abwehrmechanismen der Psychoanalyse, zu sechs Gruppen zusammengefügt, in diesem Schema verankert.
Eine vollständige Revision des Vorläufertexts erfordere das Durchlaufen aller sechs Ratios, es sind aber auch weniger vollständige Formen möglich.

## Blooms Kanon
Harold Bloom vertrat die Auffassung, dass ein jedes literarische Werk sich „der alten und unerbittlichen dreifachen Frage des Wettkämpfers“ stellen müsse, mit den möglichen Antworten „besser als, schlechter als, ebenso gut wie“, und den aktuellen Stand dieses Wettstreits tat er regelmäßig in Büchern und Interviews kund.
1975 benannte er Robert Penn Warren, James Merrill, John Ashbery und Elizabeth Bishop als die bedeutendsten lebenden amerikanischen Dichter. Später fügte er dieser Liste noch A. R. Ammons und Henri Cole hinzu.
In einem Interview der späten 1980er sagte er, Samuel Beckett sei „wahrscheinlich der bedeutendste lebende Schriftsteller der westlichen Welt“. In der Einführung zum Band Modern Critical Interpretations: Thomas Pynchon (1987) legte er seinen Kanon The American Sublime vor, der die seiner Ansicht nach wichtigsten Errungenschaften der amerikanischen Kultur des 20. Jahrhunderts enthält. Es sind dies:
- Der Roman Miss Lonelyhearts von Nathanael West (dt. Schreiben Sie, Miss Lonelyhearts)
- William Faulkners Roman As I Lay Dying (dt. Als ich im Sterben lag)
- „fast alles“ aus dem Werk des Dichters Hart Crane
- die Gedichtsammlung Auroras of Autumn von Wallace Stevens
- die Episode Byron the Bulb (‚Byron die Glühbirne‘) aus Thomas Pynchons Roman Gravity’s Rainbow (dt. Die Enden der Parabel)
- das Ende des Marx-Brothers-Films Duck Soup
- Bud Powells Einspielung seiner Komposition Un Poco loco
- I Remember You und Parker’s Mood von Charlie Parker

In seinem Buch The Western Canon: The Books and School of the Ages stellte Bloom im Jahr 1994 insgesamt 26 Autoren (22 Männer und vier Frauen) vor, die er für zentrale Literaten der westlichen Welt hielt und damit seiner Ansicht nach das Rückgrat der westlichen Kultur ausmachen: William Shakespeare (den anderen Autoren noch vorangestellt), Dante Alighieri, Geoffrey Chaucer, Miguel de Cervantes, Michel de Montaigne, Molière, John Milton, Samuel Johnson, Johann Wolfgang von Goethe, William Wordsworth, Jane Austen, Walt Whitman, Emily Dickinson, Charles Dickens, George Eliot, Lew Tolstoi, Henrik Ibsen, Sigmund Freud, Marcel Proust, James Joyce, Virginia Woolf, Franz Kafka, Jorge Luis Borges, Pablo Neruda, Fernando Pessoa und Samuel Beckett.
Im Herbst 2003 verkündete er in der Los Angeles Times in einer Polemik gegen die Verleihung der Medal of Distinguished Contribution to American Letters des National Book Award an Stephen King, es gebe „vier amerikanische Schriftsteller, die noch am Werk sind und die unsere Anerkennung verdienen“, nämlich Thomas Pynchon, Philip Roth, Cormac McCarthy und Don DeLillo.
Als die bedeutendsten britischen Autoren der Gegenwart identifizierte er den Dichter Geoffrey Hill sowie die Romanschriftstellerin Iris Murdoch.

## Werke
- Shelley’s Mythmaking. Yale University Press, New Haven 1959.
- The Visionary Company. A Reading of English Romantic Poetry. University Press, Ithaca, N.Y. 1993, ISBN 0-8014-9117-7 (EA New York 1961).
- Blake’s Apocalypse. A Study in Poetic Argument. University Press, New York 1970, ISBN 0-8014-0568-8 (EA New York 1963).
- Yeats. Oxford University Press, London 1972, ISBN 0-19-501603-3 (EA NEw York 1970).
- The Ringers in the Tower. Studies in Romantic Tradition. 2. Aufl. University of Chicago Press, Chicago 1973, ISBN 0-226-06048-9 (EA Chicago 1971).
- The Anxiety of Influence. A Theory of Poetry. Oxford University Press, New York 1997, ISBN 0-19-511221-0 (EA New York 1973).
  - Einflußangst (Nexus; Bd. 4). Verlag Stroemfeld, Frankfurt/M. 1995, ISBN 3-86109-104-6; 2020 übernommen von Verlag Vittorio Klostermann, ISBN 978-3-465-04437-6.
- A Map of Misreading. Oxford University Press, Oxford 2003, ISBN 0-19-516221-8 (EA New York 1975)
  - Eine Topographie des Fehllesens. Suhrkamp: Frankfurt/M. 1997, ISBN 3-518-12011-5.
- Kabbalah and Criticism. Continuum Books, London 2005, ISBN 0-8264-1737-X (EA New York 1975).
  - Kabbala. Poesie und Kritik (Nexus; Bd. 17). Verlag Stroemfeld, Frankfurt/M. 2002; 2020 übernommen von Verlag Vittorio Klostermann, ISBN 978-3-465-04449-9.
- Poetry and Repression. Revisionism from Blake to Stevens. Yale University Press, New Haven 1976, ISBN 0-300-01923-8.
- Figures of Capable Imagination. Seabury Press, New York 1976, ISBN 0-8164-9277-8.
- The Flight to Lucifer. A Gnostic Fantasy. Farrar, Straus, Giroux, New York 1979, ISBN 0-374-15644-1 (Roman).
- Wallace Stevens. The Poems of our Climate. Cornell University Press, Ithaca 1993, ISBN 0-8014-0840-7 (EA Ithaca 1977).
- Deconstruction and Criticism. Continuum Books, London 1995, ISBN 0-8264-0010-8 (zusammen mit Paul de Man, Jacques Derrida, Geoffrey H. Hartman, J. Hillis Miller; EA New York 1979).
- The Breaking of the Vessels. University of Chicago Press, Chicago 1982, ISBN 0-226-06043-8.
  - Der Bruch der Gefäße. Verlag Stroemfeld, Frankfurt/M. 1995; 2020 übernommen von Verlag Vittorio Klostermann, ISBN 978-3-465-04529-8.
- The Book of J. Grove Weidenfeld, New York 1990, ISBN 0-8021-1050-9 (früherer Titel: The Book of Job. New York 1988).[7]
- Ruin the Sacred Truths. Poetry and Belief from the Bible to the Present. Harvard University Press, Cambridge 1991, ISBN 0-674-78027-2 (EA Cambridge 1989).
  - Die Heiligen Wahrheiten stürzen. Deutung und Glaube von der Bibel bis zur Gegenwart. Suhrkamp, Frankfurt/M. 1991, ISBN 3-518-58086-8.
- The American Religion. The Emergence of the Post-Christian Nation. C. Hartley Publ., New York 2006, ISBN 978-0-9787210-0-8 (EA New York 1992).
- Agon. Towards a Theory of Revisionism. Oxford University Press, Oxford 1983, ISBN 0-19-502945-3 (EA New York 1982).
- The Western Canon. The Books and School of the Ages. Macmillan, London 2006, ISBN 0-333-69915-7 (EA New York 1994).
- Omens of Millennium. The Gnosis of Angels, Dreams, and Resurrection. Riverhead Books, New York 1996. ISBN 1-57322-045-0.
- William Shakespeare: The Invention of the Human. Riverhead Books, New York 1998, ISBN 1-57322-120-1.
  - Shakespeare. Die Erfindung des Menschlichen. Berlin-Verlag, Berlin 2000, ISBN 3-8270-0325-3.
- How to Read and Why. Scribner, New York 2000, ISBN 0-684-85906-8.
  - Die Kunst der Lektüre. Wie und warum wir lesen sollten. Bertelsmann, München 2000, ISBN 3-570-00334-5
- Genius. A Mosaic of One Hundred Exemplary Creative Minds. Warner Books, New York 2002, ISBN 0-446-52717-3.
  - Genius. Die hundert bedeutendsten Autoren der Weltliteratur. Knaus, München 2004, ISBN 3-8135-0243-0.
- Hamlet: Poem Unlimited. Riverhead Books, New York 2003, ISBN 1-57322-233-X.
- Where Shall Wisdom Be Found? Riverhead Books, New York 2004, ISBN 1-57322-284-4.
- An Anatomy of Influence. Literature as a Way of Life. Yale University Press, New Haven, Conn. 2011, ISBN 978-0-300-16760-3.